# Paraplanodes simplicicornis
Paraplanodes simplicicornis är en skalbaggsart som först beskrevs av Heller 1921.  Paraplanodes simplicicornis ingår i släktet Paraplanodes och familjen långhorningar.
Artens utbredningsområde är Filippinerna. Inga underarter finns listade i Catalogue of Life.